# Heavenly Guardian
Heavenly Guardian, conosciuto in Giappone come Yukinko Daisenpuu ~Sayuki to Koyuki no Hie-Hie Daisoudou~ (雪ん娘大旋風～さゆきとこゆきのひえひえ大騒動～? lett. "Snow Girls Winter Blast") ed in Europa come Legend of Sayuki, è un videogioco sparatutto a scorrimento sviluppato da Starfish SD, che lo pubblicò sul suolo nipponico. UFO Interactive Games e 505 Games lo importarono rispettivamente in Nord America e nell'Unione europea. Fu convertito per Wii e su PlayStation 2. Originariamente pensato come sequel di Kiki KaiKai per SNES, a causa di problemi legali con la Square Enix gli furono cambiati il titolo e i personaggi, mantenendone le meccaniche principali.

## Trama
La storia è diversa nelle modalità a giocatore singolo e multigiocatore, ma il gameplay rimane identico.
In single player, la trama ruota attorno all'amore della dea della neve Sayuki per un ragazzo che vive in un villaggio vicino. Un giorno, visitandolo, apprende che egli è caduto in una maledizione, dormendo in modo permanente. Sayuki quindi viaggia attraverso la campagna con il suo coniglio di neve da compagnia, Toto, per trovare gli ingredienti per la cura della sua maledizione.
In multiplayer, la storia parla di un concorso di bellezza organizzato dalla tribù della dea della neve. Sayuki e sua sorella minore, Koyuki, decidono di competere per il primo posto. Il concorso è una gara consistente nel distruggere il maggior numero di fantasmi e raccogliere il maggior numero di palle di neve sul loro cammino.

## Modalità di gioco
Heavenly Guardian , come tutti i capitoli della serie di  Kiki KaiKai , è uno sparatutto a scorrimento in cui il giocatore muove un personaggio in qualsiasi direzione e lancia proiettili contro i nemici. Può essere giocato da solo o insieme ad un secondo giocatore che controlla la sorella di Sayuki, Koyuki. In single-player, è seguita da Toto, che spara colpi congelati nella stessa direzione in cui Sayuki attacca.
Dopo aver sconfitto i boss nella modalità "Story", possono essere ribattuti nella modalità "Boss Attack".
La versione Wii può essere riprodotta solo utilizzando il telecomando Wii e il Nunchuk. A differenza della versione PS2, che consente solo al giocatore di sparare nella direzione in cui si trova un personaggio, la conversione per Wii offre la possibilità di mirare e sparare con il puntatore del telecomando. Questo può essere acceso permanentemente (chiamato "FlameIN" nel menu delle opzioni) o essere attivato tenendo premuto il pulsante Z sul Nunchuk. Mentre miri non puoi usare i colpi di congelamento di Toto mentre agisce come il cursore.

## Sviluppo
Heavenly Guardian  era in origine un sequel per PS2 della serie Kiki KaiKai (meglio conosciuta come  Pocky & Rocky  fuori dal Giappone) chiamato semplicemente Kiki KaiKai 2. Il gioco è stato cancellato, poiché Starfish SD ne aveva perso la licenza, ma sarebbe poi riemerso come un gioco Wii intitolato Kiki Kai World. Questa versione era per lo più simile a quella primigenia, ma con il vestito da miko del personaggio principale ricolorato dal rosso al blu. Invece di essere un sequel diretto dell'originale, era più un successore spirituale, così da evitare problemi legali con Taito e la sua società madre, Square Enix. 
Per separare ulteriormente il gioco da Kiki KaiKai, la grafica e il tema del gioco sono stati completamente rifatti, sostituendo l'eroina miko con una dea della neve di nome Sayuki. Quando si è avvicinato all'argomento, un portavoce della compagnia ha detto "Per farla breve, Taito, che ora è di proprietà di Square [Enix], ha avuto alcuni problemi con noi e abbiamo dovuto lasciar andare il titolo", sottintendendo che Square Enix era il motivo dietro la cancellazione iniziale.
Sebbene Starfish abbia scelto di pubblicare solo una versione Wii in Giappone, UFO ha distribuito una versione PS2 in Nord America, a causa del controllo sulle piattaforme di uscita in quel territorio. 505 Games pubblicò poi entrambe le versioni in Europa.

## Accoglienza
Heavenly Guardian è stato fortemente stroncato dalla critica. Il recensore di GameSpot Kevin VanOrd ha dato alla versione per PlayStation 2 un 3.0 su 10.0, citando la meccanica obsoleta e il gameplay frustrante come gli aspetti negativi principali del gioco, concludendo: "Non lasciarti ingannare dalla promessa di un divertente gameplay di ritorno al passato. Heavenly Guardian può guardare al passato, ma è troppo insipido e frustrante per evocare ricordi affettuosi dei bei vecchi tempi."
L'editore di IGN Sam Bishop ha allo stesso modo criticato entrambe le edizioni dell'opera, classificandole con 4.0 su 10.0 e affermando nei suoi commenti conclusivi, "Heavenly Guardian è un affronto a tutto ciò che i giochi sono ora e sono tornati indietro nel tempo".